# پورفیری (بیماری)
(Porphyrias) گروهی از اختلالات نادر ارثی (یا اکتسابی) هستند که مشخصه آنها تولید و دفع بیش از حد پورفیرین‌ها است. در این بیماری مشکل در نقص آنزیمهای چرخه بیوسنتز هم است.

## علایم بیماری
بر اساس اینکه محل افزایش تولید و تجمع پورفیرین کجاست دو گونه پورفیری داریم پورفیری حاد (کبدی) (acute (hepatic) porphyrias) و پورفیری جلدی (سیستم خونسازی) cutaneous (erythropoietic) porphyrias، علائم بستگی به نوع بیماری دارد لذا علایم بیماری اغلب عصبی یا پوستی است (گاه هر دو دسته)
در پورفیری حاد (کبدی) درگیری اصلی در سیستم عصبی است لذا علایم بیماری عبارتند از یبوست دردناک، درد شکم، تهوع، نوروپاتی، تشنج، تغییرات روانی از جمله هذیان، افسردگی، اضطراب، مانیا (شیدایی)، تاکی کاردی، یبوست. در پورفیری جلدی محل اصلی درگیری پوست است لذا علایم اصلی بیماری حساسیت به نور، تاول، خارش و … است.

## تشخیص و درمان
تشخیص پورفیری با اسپکتروسکوپی، آنالیز بیوشیمیایی خون، ادرار و مدفوع است. درمان با هماتین و گلوگز است .